# Cor van de Rakt
Cornelis Johannes (Cor) van de Rakt (Heesch, 13 februari 1927 – Oss, 1 april 1993) werd geboren als zoon van Antoon Johannes van de Rakt (1902-1985) en Elisabeth Wijnen (1901-1980). Na zijn HBS opleiding aan het Carmelcollege (thans Titus Brandsma Lyceum) te Oss verbleef hij enkele jaren in voormalig Nederlands-Indië als dpl. Wmr. van een der eskadrons van het regiment Huzaren van Boreel. Daarna was hij vele jaren werkzaam bij Unilever/ Unox in Oss. 
Na het Bisschoppelijke Mandement werd hij als Rooms-Katholiek lid van de PvdA, waarna hij voor die partij lid werd van de gemeenteraad van Oss. Vanaf 1966 tot 1979 was hij wethouder in die gemeente. In 1979 volgende zijn benoeming tot burgemeester van de gemeente Cuijk c.a. welk ambt hij vervulde tot zijn (vervroegde) pensionering in 1988.  Daarnaast vervulde hij tal van andere openbare functies: o.a. vicevoorzitter Stadsgewest Oss, senator, Heemraad van Waterschap De Maaskant.
Hij was Ridder in de Orde van Oranje Nassau. 